# Carlota de Gal·les
La princesa Carlota de Gal·les (Charlotte Elizabeth Diana; Londres, 2 de maig de 2015) és una princesa britànica. És la segona filla dels prínceps de Gal·les Guillem i Caterina i cinquena besneta de la reina Elisabet II del Regne Unit i el príncep Felip, duc d'Edimburg, i neta del rei Carles III del Regne Unit i de la difunta Diana, princesa de Gal·les. És al seu torn, la tercera en la línia de successió al tron britànic, després del seu pare i el seu germà gran.
Quan la duquessa estava embarassada, se suposava que la princesa naixeria a la fi d'abril; no obstant això, finalment va néixer al maig. El 4 de maig de 2015 es va anunciar que el seu nom seria Charlotte Elizabeth Diana (en català Carlota Elisabet Diana): Charlotte en honor al seu avi patern, Carles, llavors príncep de Gal·les (hereu al tron), Elizabeth en honor a la besàvia, la reina Elisabet II, i Diana en honor a la seva àvia paterna, Diana, princesa de Gal·les. El dia del seu naixement, el seu germà, el príncep Jordi de Cambridge, la va anar a visitar a l'Hospital St. Mary.

## Biografia

### Naixement
El 8 de setembre de 2014, la Corona Britànica va confirmar el segon embaràs de Caterina, duquessa de Cambridge. A les 05:00 AM del 2 de maig de 2015 la duquessa Catalina va presentar els primers símptomes de part i va anar cap a l'hospital acompanyada de Guillem.
El naixement de la nena es va produir a les 8:34 AM (hora local de Londres); a les 11:09 AM el Palau de Kensington feu pública la notícia per Twitter confirmant el sexe i el pes de la nounada (3,713 kg). La nova princesa neix a l'Ala Lindo, una maternitat privada però situada dins de l'hospital Saint Mary, igual que el seu germà Jordi. La besàvia Isabel II va ser la primera a conèixer el naixement de la nova princesa.
Simultàniament al comunicat, als afores de l'Hospital St Mary´s, un pregoner de la Cort o town crier armat amb una campana daurada i amb vistoses vestidures del segle XVII va anunciar en veu alta el naixement de la filla dels ducs; el text del missatge que va cridar va ser: "En aquest dia, el 2 de maig de l'any 2015, donem la benvinguda, amb un deure humil, a la segona nascuda de SS.AA.RR., el duc i la duquessa de Cambridge. Que pugui nostra princesa viure una vida llarga, feliç i gloriosa, i un dia regnar sobre nosaltres. Déu salvi a la reina!".
L'equip mèdic que va assistir la duquessa en el part va estar capitanejat pel doctor Guy Thorpe-Beeston, amb l'ajuda d'Alan Farthing (el ginecòleg de la reina Isabel) i, per desig de la duquessa, va comptar també amb la participació de llevadores. Com en el cas del seu fill major, i seguint la tradició, l'anunci va ser col·locat en un cavallet al pati del Palau de Buckingham (residència oficial dels monarques britànics).
Un centenar de salves –62 des de la Torre de Londres i 41 des de Green Park– van retre homenatge de benvinguda a la princesa.
És la primera princesa dona del Regne Unit que ha nascut des de 1990, després de la princesa Eugènia de York.
El 4 de maig de 2015 es va anunciar pel Twitter del palau de Kensington que rebria el nom de Carlota Isabel Diana (Charlotte Elizabeth Diana). El nom de Carlota ha estat escollit en honor del seu avi patern, el príncep Carles, i és també el segon nom de la seva tia materna, Pippa Middleton. Isabel, en honor de la seva besàvia, la reina Isabel II i és a més el segon nom de la seva mare la duquessa de Cambridge. I Diana en honor de la seva àvia paterna morta el 1997.
El 5 de maig el seu pare la va inscriure al registre civil, després de rebre la visita de la besàvia, la reina Isabel II.
El 6 de juny de 2015 es van publicar les seves primeres fotografies oficials al costat del seu germà, el príncep Jordi.

### Baptisme
Carlota de Cambridge va ser batejada el 5 de juliol de 2015 a 2/4 de 5 de la tarda (hora britànica), a l'Església de Santa Maria Magdalena, a la localitat de Sandringham (la mateixa església on va ser batejada la seva àvia Diana de Gal·les); el administrat el bateig l'administrà l'arquebisbe de Canterbury, Justin Welby. La princesa Carlota va arribar a l'església en un carretó (que havia fet servir la reina Isabel amb els seus dos fills menors) empès per la seva mare la duquessa de Cambridge, mentre el seu pare caminava al seu costat portant de la mà el seu germà, el príncep Jordi. La nena portava posada una reproducció del faldó d'encaix i setí que va portar la filla major de la reina Victoria, la princesa reial Victoria, quan la van batejar el 1841 (el mateix faldó que va usar el seu germà Jordi en el seu bateig el 2013). La princesa Carlota va tenir cinc padrins, tots amics íntims o cosins dels ducs de Cambridge, però cap d'ells forma part de la Casa Real britànica. La cerimònia (efectuada segons el ritu de l'Església d'Anglaterra, una de les confessions cristianes anglicanes, a la qual pertany la família real britànica) va durar uns 45 minuts i hi van assistir trenta convidats; la nena va ser batejada a la pila de Lis, una relíquia de 1841, amb aigua del riu Jordà.

## Títols i tractaments
- 2 de maig de 2015 – present: Altesa Reial la princesa Carlota de Cambridge.

| Precedit per: S. a. R. Jordi, príncep de Cambridge | Línia de Successió al Tron Britànic 4 | Successor: S. a. R. el príncep Enric de Gal·les |